# Diaperia
Diaperia là một chi thực vật có hoa trong họ Cúc (Asteraceae).

## Loài
Chi Diaperia gồm các loài: